# Sala Temàtica d'Arts Gràfiques de la Diputació de Lleida

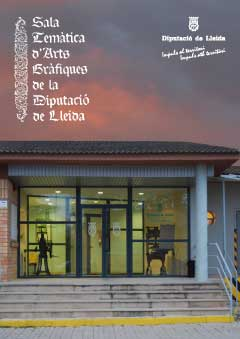
Departament d'Arts Gràfiques de la Diputació de Lleida a la Caparrella

La Sala Temàtica d'Arts Gràfiques de la Diputació de Lleida, creada i dirigida des de la seva fundació el desembre de 1999 fins al maig del 2015 pel tipògraf lleidatà Dionís Gutiérrez i Rosich (Guimerà, 1950), és un espai museïtzat que mostra de manera didàctica l'evolució de les tècniques d'impressió des dels seus orígens fins a l'aparició de les formes modernes de produir material de difusió imprès. És a les instal·lacions de la Impremta de la Diputació de Lleida, a la Partida de la Caparrella de la ciutat de Lleida, i es va començar a gestar a partir de l'entrada en funcionament del sistema offset a la Impremta, l'any 1988, però no va ser fins a l'any 1999 que es va posar en funcionament com a tal.
La Impremta Provincial, origen d'aquest espai, va iniciar la seva producció el 1882. Fruit d'aquesta activitat, ininterrompuda fins avui en dia, així com gràcies a les donacions que en els darrers anys s'han produït, la Sala Temàtica d'Arts Gràfiques compta actualment amb un important i interessant fons, altament representatiu de l'activitat impresa a Catalunya. L'esperit inicial va ser el de mantenir la maquinària de tipografia propietat de la mateixa Impremta de la Diputació, fent un servei de recuperació i preservació que, amb el temps, s'ha estès a col·leccions privades i donacions de particulars que han donat cos a un fons patrimonial d'alta vàlua que serveix per a explicar la història general de les arts gràfiques més enllà de la història particular de la Impremta de la Diputació de Lleida. La procedència de la col·lecció la trobem, principalment en els fons donats o dipositats pel Gabinet de les Arts Gràfiques de Barcelona, per la Foneria BauerTypes (Frankfurt/Main 1837, Barcelona 2008), i per l'antiga Impremta Mariana (1885/1998) de la ciutat de Lleida, També s'hi compten altres donacions particulars i les maquinàries pròpies que la Impremta de la Diputació ha anat adquirint al llarg de la seva història.

## Exposició
Materia exposat a la Sala Temàtica pròpiament dita estan exposades, entre d'altres, les següents peces:

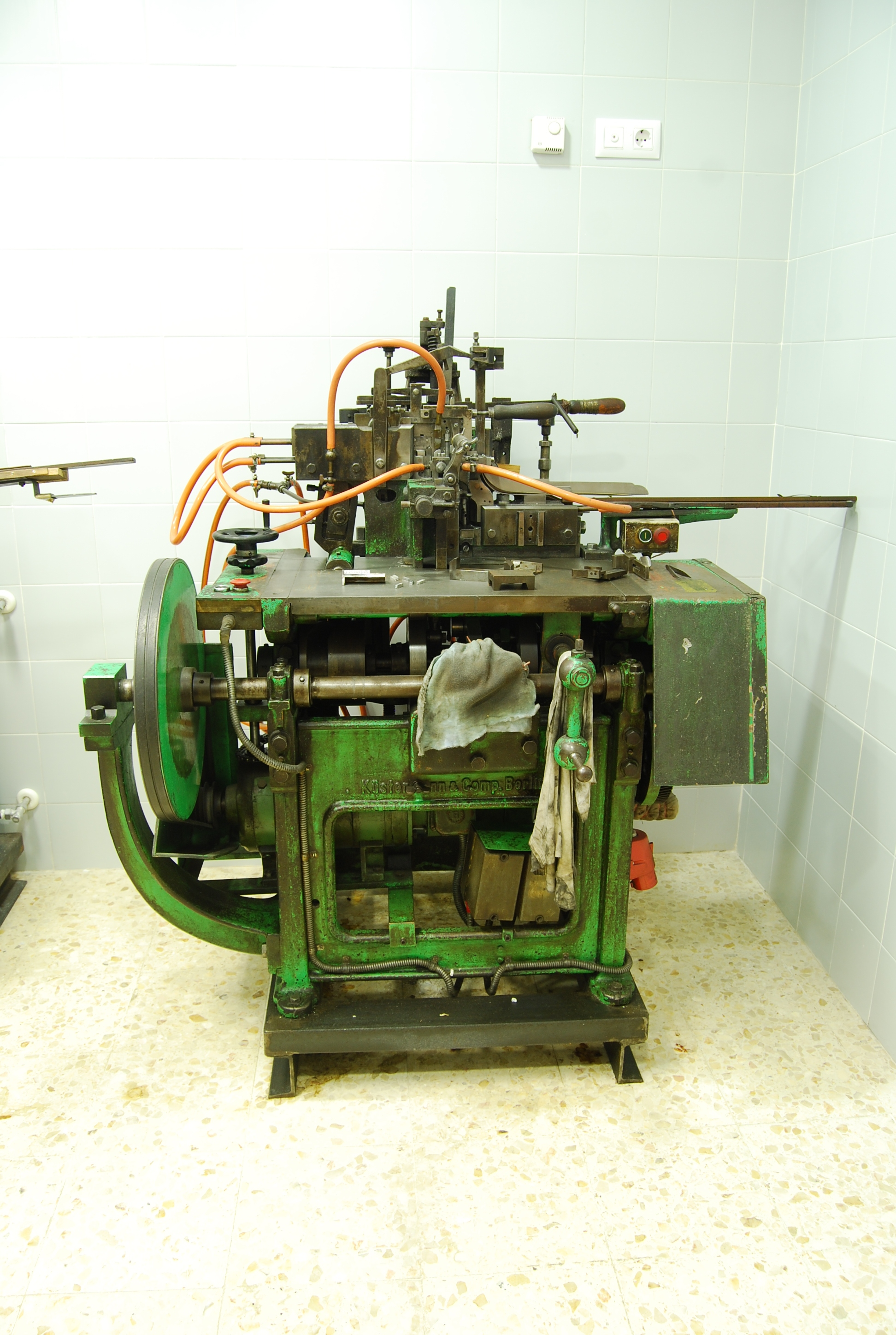
Una de les màquines de fondre tipus mòbils procedent de l'extinta Foneria Bauer Types

1. Guillotina Karl Krause adquirida el 1882
2. Premsa vertical Stanhope, Karl Krause adquirida el 1882
3. Perforadora d'agulles Hogemforts adquirida el 1882
4. Grapadora Karl Krause fabricada el 1910
5. Minerva de fabricació espanyola adquirida el 1916
6. Cosidora Gebrüder fabricada el 1920
7. Minerva Barcino adquirida el 1941
8. Linotípia anglesa fabricada el 1978
9. Minerva automàtica GrafoPress adquirida el 1975

Visites guiades
L'any 2001 es va iniciar l'experiència de mostrar la Sala Temàtica en visites guiades a col·lectius directament interessats en la matèria, com alumnes d'Arts Gràfiques i Disseny i d'altres centres docents que mostren el seu interès. En l'actualitat, la Sala Temàtica està inserida dins les activitats que l'Institut Municipal d'Educació de la ciutat de Lleida ofereix als centres escolars.
Al llarg de l'any 2007, i amb motiu de commemorar el 125 aniversari de la creació de la Impremta de la Diputació, la Sala Temàtica va portar a terme diferents accions de projecció exterior, entre les quals cal esmentar la convocatòria del Primer Premi Internacional d'Ex-libris, i la posterior exposició al Palau de la Diputació dels treballs presentats, i una exposició de llibres antics i material imprès amb les antigues màquines de la Impremta de la Diputació de Lleida. La Sala Temàtica realitza cada any alguna demostració pública de les tècniques de tipografia en diferents esdeveniments.